# Glicoliză

Calea Embden-Meyerhoff-Parnas
(1 D-glucoză --> 2 piruvat + 2 ATP + 2 NADH)
Glc-6-P = Glucoză-6-fosfat
Frc-6-P = Fructoză-6-fospfat
Frc-1,6-bP = Fructoză-1,6-disfosfat
DHAP = Dihidroxiacetonfosfat
GAP = Gliceraldehidă-3-fosfat
1,3-bPG = 1,3-Difosfoglicerat
3-PG = 3-Fosfoglicerat
2-PG = 2-Fosfoglicerat
PEP = Fosfoenolpiruvat
Pyr = Piruvat

Glicoliza (greacă :Γλυκόλυση, glykys-dulce, lysys-rupere, descompunere, engleză : Glycolysis - Embden-Meyerhoff-Parnas pathway,) este un proces metabolic catabolic-enzimatic de oxidare (ardere) a monozaharidelor (cel mai adesea D-glucoza) cu eliberare treptată și cumulată a energiei.
Acest proces de oxidare, (prima etapă a procesului de respirație, calea dihotomică, faza anaerobă a respirației) a fost denumit „Calea E.M.P” după inițialele numelor descoperitorilor, Gustav Georg Embden (1874-1933), Otto Fritz Meyerhof (1884-1951) și Jakub Karol Parnas (1884-1949). 
Localizată în hialoplasma celulară și în cloroplaste, molecula de glucoză este scindată în două molecule de acid piruvic în 3 faze succesive:
I- activarea hexozelor cu consumarea a doua molecule de ATP și descompunerea dihotomica a lor până la două fosfotrioze-produși intermediari instabili;
II- prima fosforilare de substrat, care începe cu transformarea aldehidei fosfoglicerice în acid fosfogliceric cu eliberare de energie sub formă de NADH+H+ redus și sinteza unei molecule de ATP;
III- a doua fosforilare de substrat în cadrul căreia acidul 3-fosfogliceric, în baza oxidării intramoleculare, cedează fosfatul cu formarea unei molecule de ATP.
Glicoliza depinde de sursa de NAD oxidat produs prin fosforilare oxidativă mitocondrială, factor limitant pentru inregul proces.

## Calea Embden-Meyerhoff-Parnas (EMP)

Calea Embden-Meyerhof-Parnas

Energia (căldura) se eliberează din oxidarea substanțelor organice pe două căi principale:
- în timp scurt și cu degajare de temperaturi înalte, în caz de ardere simplă, conform formulei:

Glucoză: C6H12O6 + 6O2 --> 6CO2 + 6H2O + energie
- lent și treptat, prin procese biochimice aproape identice pe toată biosfera lipsită de asimilația clorofilială, de la microb la animal, ca bază a metabolismului,  cu eliminări dozate și controlate de energie/temperatură (spre exemplu, glicoliza, arderea unei D-hexoze (zahăr cu 6 atomi de carbon) pe Calea Embden-Meyerhoff engleză :Embden-Meyerhoff pathway prin ruperea enzimatică în 10 trepte a hexozei în condiții anaerobe, care duce într-un prim stadiu, în citoplasmă la două molecule de piruvat, energia fiind preluată de co-factori: adenozin-di-fosfat ADP <--> adenozintrifosfat ATP și niacină-adenozin-dinucleotid NAD <-->NADH; piruvatul, se va descompune enzimatic - în cadrul ciclului Krebs - în mitocondriile celulei eucariote, sau în citoplasma bacteriilor fie, aerobic, la dioxid de carbon, eliminat prin respirație și apă fie, printr-un proces de fermantație anaerob care va duce la acid lactic (în activitatea musculară intensivă), sau la etanol[1][2][3]

În reacțiile de oxido-reducție menționate este redus un primitor de electroni care poate fi:
- coenzima niacină-adenozin-dinucleotid NAD -

NAD+ + 2 H+ + 2 e− → (NADH,H+)
- Sinteza adenozintrifosfatului (ATP) prin fosforilarea de adenozin-di-fosfat (ADP) -

2 ADP + 2 HPO42- (hidrogenofosfat) + 2 H+ → 2 ATP + 2 H2O..

### Istoric
Cele zece trepte ale procesului glicolitic, comun marii majorități a biosferei lipsită de clorofilă au fost descrise de biochimiștii Gustav Georg Embden (1874-1933), Otto Fritz Meyerhof (1884-1951) și Jakub Karol Parnas (1884-1949) și au primit numele Calea  Embden-Meyerhof-Parnas (engleză :Embden-Meyerhof-Parnas Pathway) - EMP 
Unele bacterii utilizează  căi diferite de degradare a glucozei, de exemplu, calea pentozo-fosfat, sau calea Entner-Doudoroff (calea ED).

## Importanta glicolizei
-Glicoliza reprezinta etapa initiala si comuna a respiratiei si a fermentatiei;
-Infaptuieste legatura intre substratul respirator si ciclul Krebs;
-Ofera doua molecule de ATP si doua de NADH+H+ la fiecare molecula de hexoza;
-Se formeaza o serie de produsi intermediari ce pot fi utilizati in diferite cicluri metabolice;
-In cloroplaste reprezinta o cale independenta de sinteza a ATP-ului si NADH+H+;
-Prin intermediul glicolizei, in aceste organite celulare are loc descompunerea amidonului in fosfotrioze-unica forma transportabila prin membrana cloroplastelor.